# Rønne Havn
Rønne Havn er en havn beliggende i Rønne på Bornholm. Det er øens største og ældste. Bornholmslinjen driver færgeruterne Rønne-Ystad, Rønne-Køge og Rønne-Sassnitz fra havnen.

## Galleri
- Fyr fra 1930 kaldet "Kongen"
- Den fredede Rønne Redningsstation (sv)
- 1924